# Rosello
Rosello è un comune italiano di 169 abitanti della provincia di Chieti in Abruzzo, facente parte dell'unione dei comuni montani del Sangro.

## Storia
Il paese risulta insediato dai monaci benedettini dell'abbazia di San Giovanni in Verde (il nome deriva sicuramente dal vicino Rio Verde) già nell'Alto Medioevo ma bisogna aspettare il XII secolo per vederlo citato per la prima volta in un documento.
In seguito fu feudo dei Caldora (XV secolo), dei Del Gesso, dei Bernardi (XVII secolo), indi dei Caracciolo di Villa Santa Maria (XVIII secolo).
Un certo Giulio Caracciolo, fratello del più celebre San Francesco Caracciolo, fece costruire la frazione di Giuliopoli.

## Monumenti e luoghi d'interesse

### A Rosello

#### La Chiesa di San Nicola
In un manoscritto del 1541 viene citata la costruzione della chiesa. Accanto vi fu eretto il monastero  delle Clarisse, dedicato a Santa Maria della Pietà. La chiesa sovrasta l'abitato di Rosello dalla roccia di montagna, è in stile gesuitico (XVII secolo), ma fu ricostruita totalmente dopo il terremoto del 1703, non rispettando l'antico 
impianto, esternamente infatti si vedono dei contrafforti sporgenti e nin regolari, che dimostrano la riduzione del perimetro e dell'area della chiesa, soprattutto dovuti ai nuovi restauri dopo i danni della guerra. Il campanile è ottocentesco, a torre, nel 2012 è stato provvisto del concerto di 3 campane,  fuse dalla fonderia Marinelli della vicina Agnone per la nuova parrocchia di San Nicola, posta a valle. L'interno è ad un'unica navata ed è privo delle decorazioni originarie. La facciata è a capanna. Il campanile è scandito da tre cornici marcapiano.
L'interno conserva le statue di San Nicola e di San Bartolomeo, del XVIII secolo. 

#### Il Palazzo Caracciolo-De Lucia-Fornari
Trattasi di un palazzo a corte suddiviso in due piani, affacciato sulla piazza del Municipio. Attualmente è adibito ad uso privato a scopo abitativo e ad uso ufficio postale.
Verosimilmente la costruzione dell'edificio risale alla dominazione del paese della famiglia Caracciolo. (XVII-XVIII secolo).
Uno dei lati del palazzo è rivolto verso la piazza. Dei 5 portali del piano terra 4 hanno semplici stipiti e architravi, mentre il portone centrale presenta piedritti e archivolto in pietra. I muri sono in pietra leggermente sbozzata e ciottoli spaccati. Il livello superiore è intonacato. Le aperture del piano superiore sono site sopra quelle del piano inferiore sono presentano stipiti e architrave in pietra. Il coronamento è rappresentato da un triplice ordine di romanelle in muratura.

#### La torre circolare
Trattasi di ruderi. Sovrastava il nucleo originario del paese sopra il monte roccioso della chiesa di san Nicola. Viene nominata in un documento del 1541. Alcune parti della roccaforte non sono del tutto esplorate: ne restano solo poche tracce di una muratura in struttura semicircolare forse appartenenti ad una torre cilindrica e di un recinto di un forte.

### Nuova parrocchia di San Nicola
Si trova tra piazza del Monumento e viale Santa Liberata, realizzata nella metà degli anni 70, quando la popolazione si era spostata più a valle, lungo lo stradone che porta alla riserva dell'Abetina. La chiesa è a impianto rettangolare irregolare, con facciata a spioventi, piccolo portico di accesso, campanile laterale a vela molto grande, che accoglieva un concerto di 3 campane a slancio, fuse dalla fonderia Marinelli di Agnone, poi traslate nella chiesa antica sopra il borgo.
L'interno è a navata unica, soffitto a capriate, si conserva la nicchia con la statua processionale , e una quarta campana staccata dal concerto.

### Piazza Municipio
Principale piazza, vi si affacciano il palazzo Caracciolo e il palazzo municipale, del XIX secolo ma ampiamente rifatto in stile pseudo antico, dopo i danni della guerra. La facciata ha ordine regolare di finestre, e una torretta quadrata con orologio. La piazza è abbellita da un fontanone a vasca circolare, tardo ottocentesco, con il fusto centrale in pietra lavorata, che sorreggere un'altra piccola vasca. Dalla piazza si ammira un belvedere della vallata Le Macchie, e del comune di Fallo, con la vicina Civitaluparella.

### Il borgo antico
Benché in gran parte abbandonato, si conserva ancora, attraversato da corso Vittorio Emanuele, che sale sino alla chiesa antica di San Nicola dalla piazza. Le case sono abitazioni in pietra irregolare di montagna, addossate le une alle altre, da più parti spuntano delle rocce dell'altura di montagna, sopra cui fu costruita Rosello.
Verso la parte bassa del paese si conservano le cosiddette "Pagliare", case pastorali molto povere e semplici, usate come stalle dai pastori, che necessiterebbero di una riqualificazione.

### Nel resto del comune

#### L'abetina di Rosello
Ha un'estensione di 211 ha e l'altitudine varia tra 850 e 1179 m del monte Castellano.
Il fiume principale è il torrente Turcano (affluente del Sangro).
Un tratturo collega quest'oasi con il Biferno.
Fauna
- Caprioli
- Cervi
- Rapaci diurni e notturni
- Piccoli mammiferi

Flora
- Tigli
- Ogni tipo di quercia italiana
- Abete bianco (Quest'oasi detiene il record italiano di piante di questa specie che qui è protetta).[senza fonte]

#### La chiesa o santuario di Santa Maria delle Grazie
Trattasi di un edificio religioso con impianto ad aula unica rettangolare. Il complesso è sito nella contrada Le Macchie, a circa un chilometro dalla provinciale Rosello-Borrello, presso il cimitero, su di un poggio, con vista su Rosello.
L'ala di sinistra è più antica e risale ai primi anni del XVIII secolo. L'unico elemento originario è la facciata, in quanto l'interno è stato trasformato completamente. L'ala destra risale agli anni sessanta.
Le aperture sono in stile settecentesco. Le pareti sono in pietra leggermente lavorata.
L'interno ad aula è completamente intonacato con decorazioni a cornici e stucchi dorati.
Inoltre, nell'interno vi è un dipinto attribuito a Teodoro d'Errico, forse di scuola napoletana o leonardesca o del Perugino, raffigurante la Madonna del Purgatorio.
In questo dipinto la Madonna risulta seduta, col bambino sulle ginocchia, sulle nuvole mentre degli angioletti le pongono sul capo, rivolto in basso a sinistra dello spettatore, una corona dorata.
In basso vi sono le anime dei dannati con le mani rivolte verso la Madonna in atto di supplica.

#### La fonte vecchia e L'Abbazia di San Giovanni in Verde
- La fonte vecchia. È sita nei presso la pinetina. Una lapide afferma che è stata costruita nel XVIII secolo da maestranze del vicino paesello di Pescopennataro.[9]
- I ruderi dell'abbazia di San Giovanni in Verde. Posti a sud del Colle Manzo,lungo la strada provinciale per Agnone, sono stati costruiti durante la colonizzazione della zona da parte di monaci benedettini, in epoca altomedievale.[10] Una notizia circa l'esistenza del Monastero e la sua importanza territoriale risale al 1068, quando Oderisio di Bellomito, Signore di Bagnolo, donò all'Abbazia vari suoi beni nella zona[11]

### A Giuliopoli

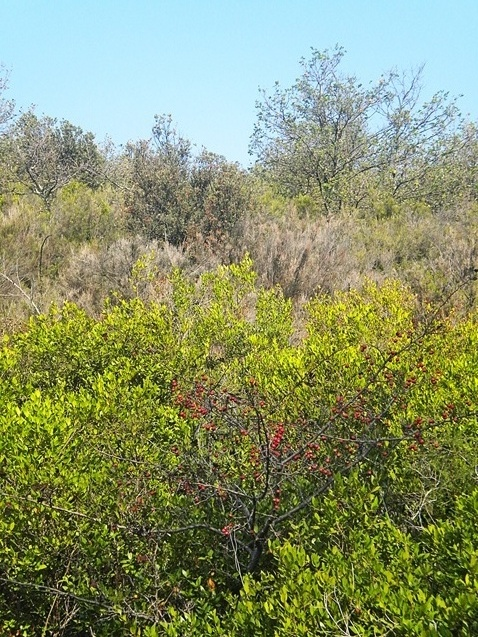

- Il Castello Baronale Caracciolo fu sede dei Pellegrini, conti di Tibriade.[12] Ha struttura irregolare con pianta quadrangolare. Mura intonacate in rosso porpora si alternano alle parti in mattoni di pietra su tutti i lati. L'ingresso ha un portale centrale con lo stemma dei Caracciolo. Sulle balaustre delle finestre a sesto acuto ci sono beccatelli e merlature. La parte che volge all'ingresso del giardino ha una torre centrale con merlature. Una seconda torre posticcia a forma di campanile è prospiciente il campo da calcio di Giuliopoli.  L'interno è molto variegato, perché è restaurato e adibito ad hotel. La parte delle camere ha molteplici stili medievaleggianti, mentre la sala ricevimenti alla base è rimasta in stile medievale, con colonne e arcate di pietra.
- La Chiesa di San Tommaso. Parrocchia di Giuliopoli, risale al XVIII secolo, esternamente è in pietra concia, con facciata neoclassica e campanile a torre internamente a navata unica, è barocco-neoclassica, con un monumentale altare maggiore, e un interessante pulpito ligneo.
- Il santariello, è una villa comunale, vicino a piazza Vittorio Emanuele, donata dal conte Oderisio al comune di Rosello. All'interno vi sono delle statue realizzate da artisti provenienti da Vicenza.[13]
- Il Santarello (è la villa comunale con statue e una fontana), altre statue sparse nella frazione e un lavatoio.[13]
- Piazza Vittorio Emanuele, principale piazza, introduce al centro storico, verso la chiesa madre, è decorata da una colonna con in cima un'aquila di bronzo, realizzata dopp la Grande Guerra, in ricordo dei caduti.
- Bar Caffè Vergnano, principale locale di Giuliopoli, è dotato di un campo bocce e di una fontana a muro in pietra concia, del XIX secolo.

### Cascate del Verde
Si trovano a Borrello, vicino a Rosello, e sono tra i luoghi naturali più visitati della zona.

## Società

### Evoluzione demografica
Abitanti censiti

## Amministrazione
| Periodo          | Periodo        | Primo cittadino     | Partito                                                             | Carica  | Note          |
| ---------------- | -------------- | ------------------- | ------------------------------------------------------------------- | ------- | ------------- |
| 21 novembre 1993 | 26 maggio 2002 | Ercole Mario Monaco | Democrazia Cristiana (1993-1997) Lista Civica di Centro (1997-2002) | Sindaco | [ 15 ] [ 16 ] |
| 27 maggio 2002   | 6 maggio 2012  | Alessio Monaco      | Lista Civica di Centro (2002-2007) Lista Civica (2007-2012)         | Sindaco | [ 17 ] [ 18 ] |
| 7 maggio 2012    | 11 giugno 2017 | Federico Moccia     | Lista Civica Autonomia e libertà                                    | Sindaco | [ 19 ]        |
| 11 giugno 2017   | in carica      | Alessio Monaco      | Lista Civica "Rosello popolare"                                     | Sindaco |               |